# Paratha
La paratha è una focaccia che ha avuto origine nel subcontinente indiano, prevalentemente in India, Sri Lanka, Pakistan, Nepal e Bangladesh.
"Paratha" è una fusione delle parole parat e atta, che significa letteralmente "strati di pasta cotta". Ortografia e nomi alternativi includono: parantha, parauntha, prontha, parontay (in punjabi), porota (in bengalese, malayalam), palata (pronunciato [pəlàtà]; in Birmania), porotha (in assamese), forota (in sylheti) e farata (a Mauritius, Sri Lanka e alle Maldive).

## Storia
La parola indostana "paratha" deriva dal sanscrito (S. पर, o परा + स्थः o स्थितः). Le ricette di varie puranpoli di grano farcite (che Achaya (2003) descrive come paratha) sono menzionate in Manasollasa, un'enciclopedia sanscrita del XII secolo compilata da Someshvara III, che governò dall'odierna Karnataka. Tuttavia, il Puran poli è un tipo di pane differente dalla paratha. Precedenti riferimenti alla paratha sono presenti in Nijjar (1968), nel suo libro Panjāb under the sultāns (1000-1526 d.C.), dove scrive che le parautha erano comuni tra la nobiltà e l'aristocrazia nel Punjab.
Secondo Banerji (2010), le paratha sono associate alla cucina punjabi e dell'India settentrionale. Il metodo Punjabi prevede di riempire le paratha con una varietà di ripieni. Tuttavia, afferma Banerji, Mughal amava anche le paratha che davano origine al Dhakai paratha, multistrato e traballante, che prendevano il nome dalla città di Dhaka in Bangladesh. O'Brien (2003) suggerisce che non è corretto affermare che la paratha del Punjabi si diffuse a Delhi dopo la Partizione del 1947, poiché era già diffusa a Delhi prima di allora.

## Varietà

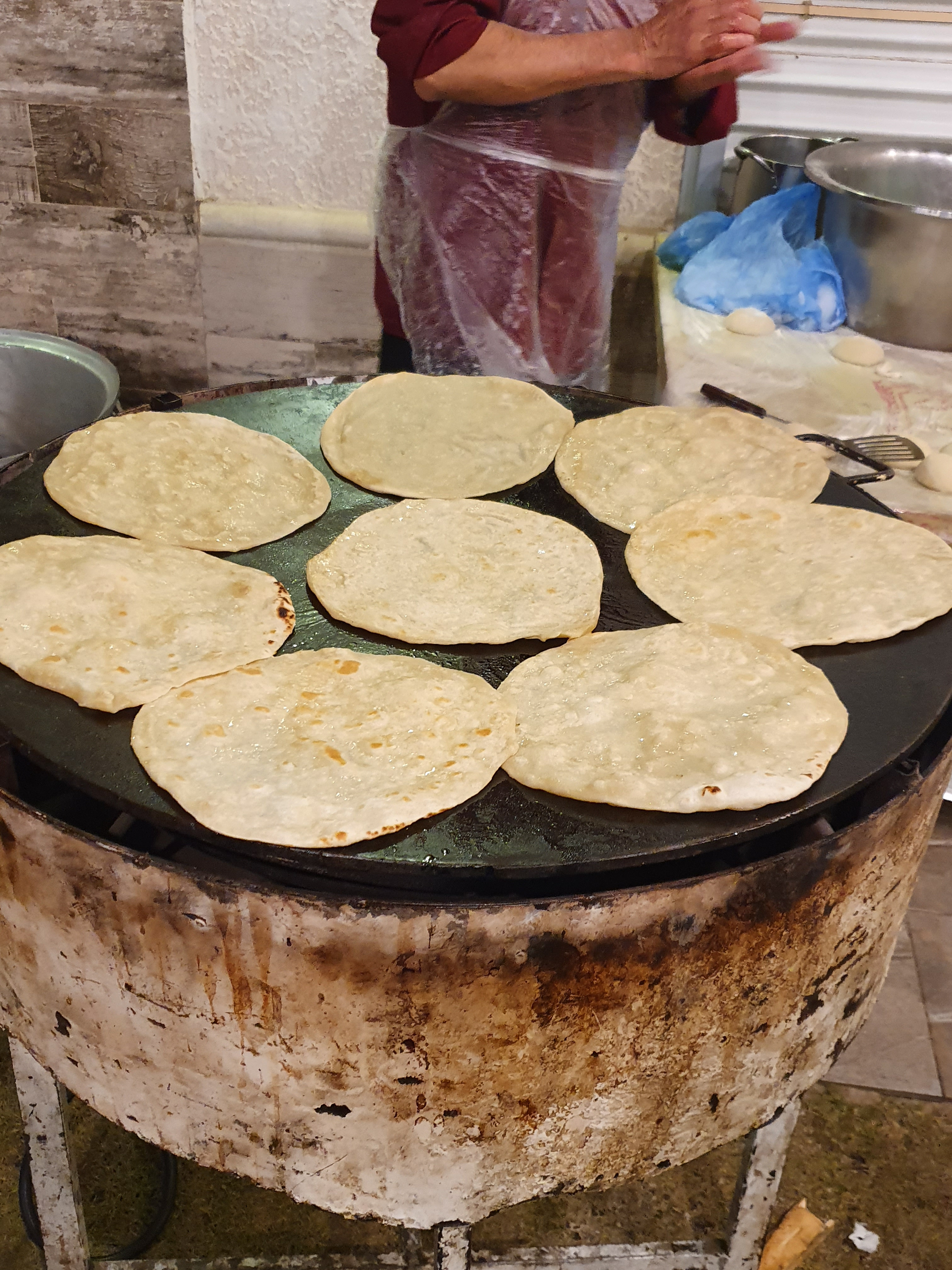
Preparazione delle paratha

Le paratha vengono prodotte cuocendo un impasto di farina di frumento su una tava e terminando con una frittura leggera. Le paratha sono più spesse e più consistenti rispetto alle chapati/roti, anche perché, nel caso di una paratha non farcita, sono preparate con più strati imbevuti con ghi o olio, piegando tali strati ripetutamente (come nel metodo usato per preparare la pasta sfoglia o alcuni tipi di Börek turco); tale spessore può essere dovuto anche al fatto che ingredienti come verdure miste sono stati mescolati con l'impasto (ad esempio patate, cavolfiori, fagiolini e carote). Nelle paratha di fagiolo verde del Rajasthan si utilizza sia la tecnica di stratificazione sia la miscelazione del fagiolo all'impasto. Alcune cosiddette "parathe ripiene" somigliano a una focaccia ripiena schiacciata e fritta superficialmente, usando due dischi di pasta sigillati attorno ai bordi. In alternativa si utilizza un solo disco di pasta per racchiudere una palla di ripieno, sigillando con una serie di pieghe pizzicate nell'impasto intorno alla parte superiore, appiattite delicatamente con il palmo della mano contro la superficie di lavoro prima di essere arrotolate in un cerchio. La maggior parte delle parathe imbottite non sono stratificate.
Le paratha possono essere consumate a colazione o come spuntino all'ora del tè (tiffin). La farina utilizzata è finemente macinata (atta) e l'impasto è fritto in padella.
Probabilmente il ripieno più comune per le paratha è il purè di patate speziato (aloo ka parantha) seguito dalle lenticchie. Esistono molte altre alternative, come ortaggi a foglia, ravanelli, cavolfiore o paneer. Una paratha (specialmente se ripiena) può essere consumata semplicemente con una noce di burro spalmata sopra o con chutney, sottaceti, ketchup, Dahi o raita o con carne o curry di verdure. Alcuni arrotolano la paratha in un tubo e lo mangiano con il tè, spesso immergendolo.

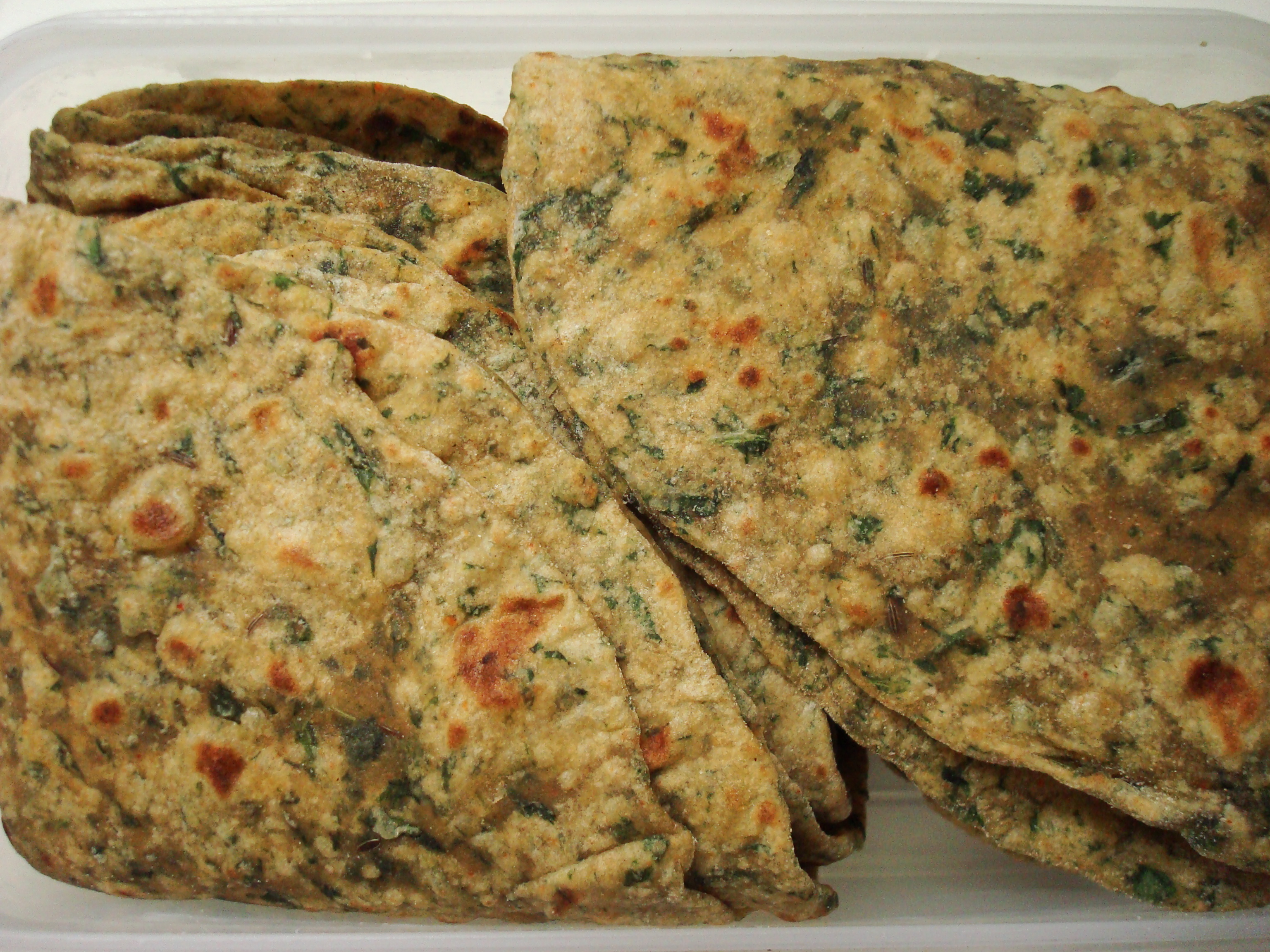
Methi paratha
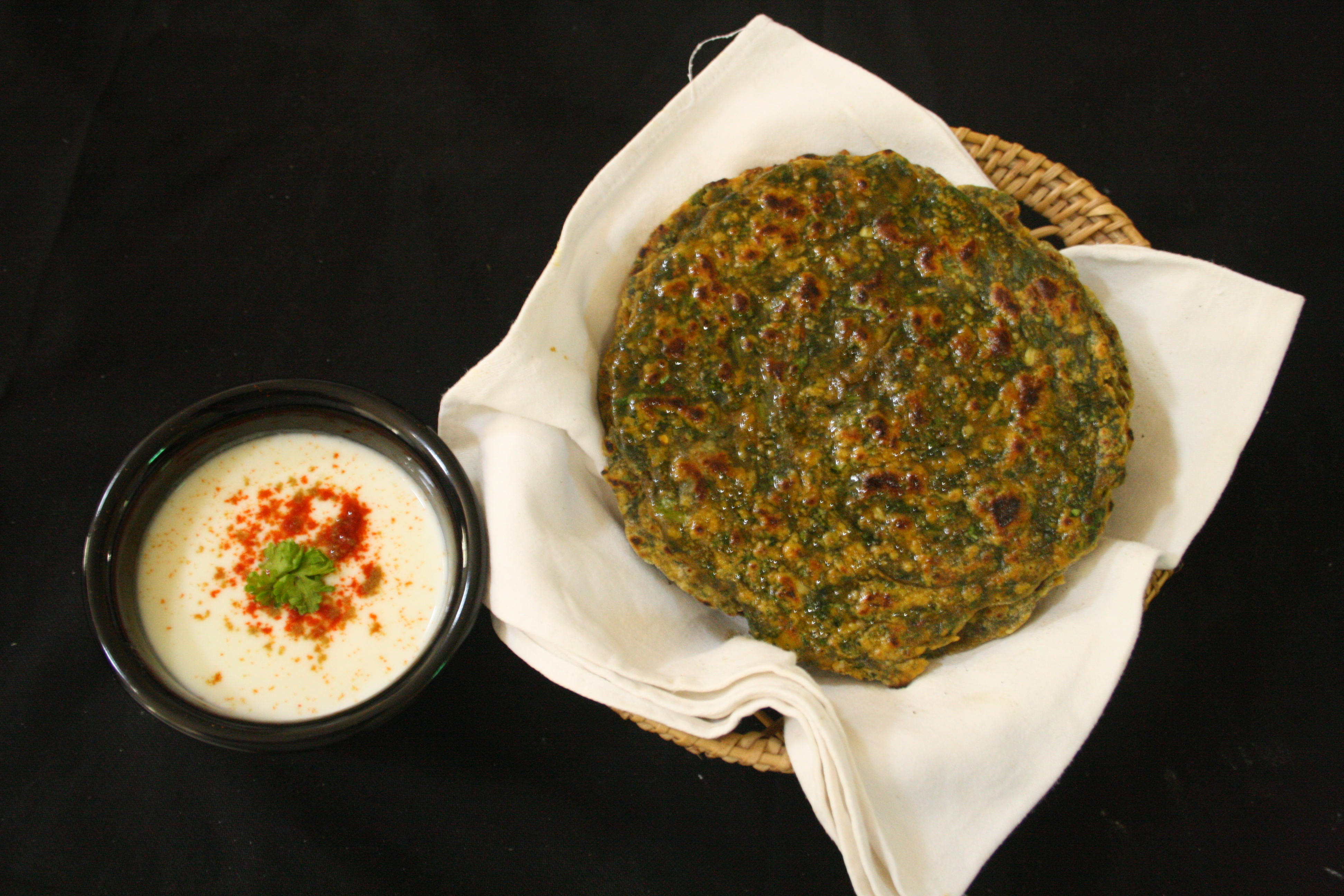
Palak paratha
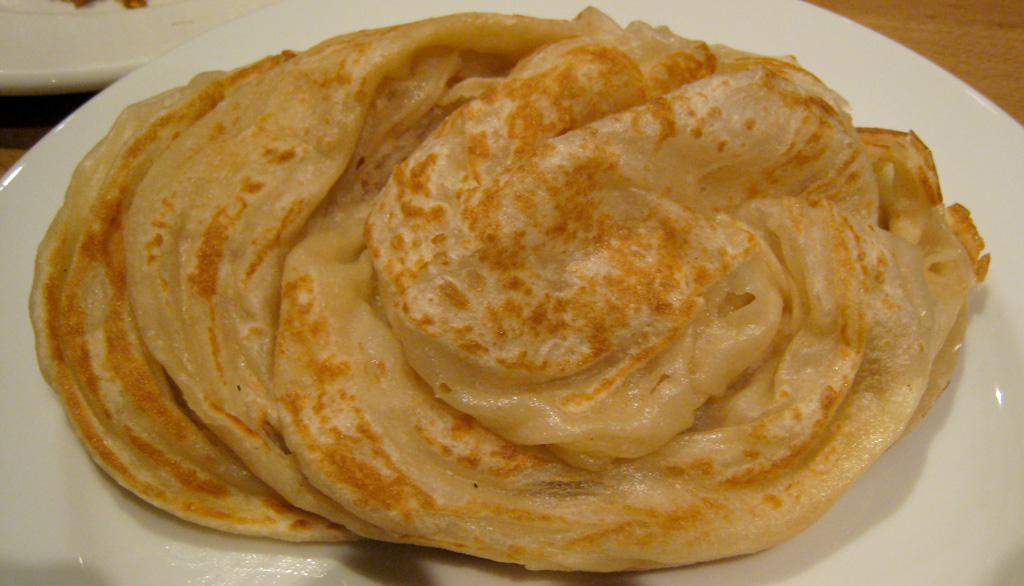
Parotta
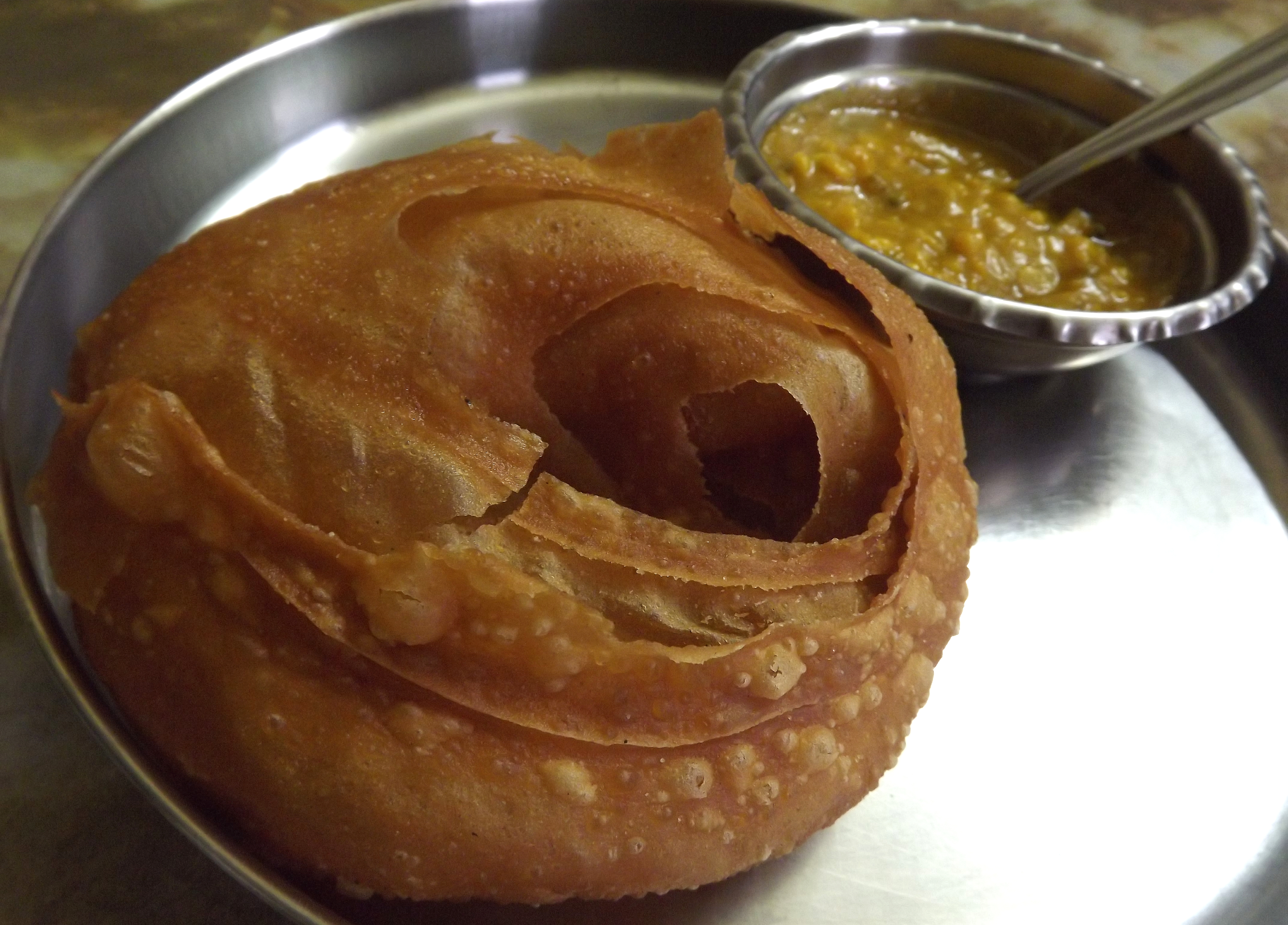
Dhakai paratha